# Bücker Bü 131
Bücker Bü 131 Jungmann – niemiecki samolot szkolno-akrobacyjny z lat trzydziestych i okresu II wojny światowej.

## Historia

Silnik Hirth HM-504A eksponowany w MLP w Krakowie

W 1933 roku w nowo założonej niemieckiej wytwórni lotniczej Bücker-Flugzeugbau GmbH, główny konstruktor tej firmy Anders Anderson opracował samolot szkolno-akrobacyjny przystosowany do szkolenia podstawowego pilotów, który oznaczono jako Bücker Bü 131 Jungmann. Oblotu prototypu samolotu dokonano w dniu 27 kwietnia 1934 roku. 
Samolot ten spełniał założone wymagania i rozpoczęto jego produkcję seryjną, przy czym w samolotach seryjnych zastosowano mocniejszy silnik. Samolotem tym zainteresowały się cywilne szkoły lotnicze i Luftwaffe. W krótkim czasie stał się on podstawowym samolotem szkolnym w lotnictwie niemieckim. 
Samolotem tym zainteresowały się również inne kraje, zakupując zarówno gotowe samoloty, jak również zakupując licencje na ich budowę. Licencje zakupiły: Szwajcaria, Japonia, Hiszpania, Węgry i Czechosłowacja. 
W toku dalszej produkcji powstawały kolejne wersje samolotu, które w zasadzie różniły się jedynie rodzajem silnika. Wersje samolotu powstawały również w krajach, które zakupiły licencję na ich produkcję. Produkcja seryjna samolotów trwała w Niemczech do 1945 roku, natomiast w Czechosłowacji produkowano jeszcze ich licencyjną wersję w latach pięćdziesiątych XX wieku. Łącznie wyprodukowano około 5000 samolotów tego typu (w tym około 2000 na podstawie licencji). 
Obecnie samolot jest produkowany na zamówienie w Polsce przez firmę Air Res Aviation Sp. z o.o. z Rzeszowa na podstawie oryginalnej dokumentacji z lat trzydziestych. 
Wersje samolotu Bücker Bü 131 Jungmann:
- Bü 131 – prototyp
- Bü 131A – pierwsza wersja produkcyjna, wyposażona w silnik Hirth HM 60R o mocy 80 KM (60 kW), licencję na tę wersję zakupiła Szwajcaria i Japonia
- Bü 131B – druga wersja produkcyjna, wyposażona w silnik Hirth HM 504A-2 o mocy 105 KM (78 kW)
- Bü 131C – prototyp wyposażony w silnik Cirrus Minor o mocy 90 KM (67 kW)
- Tatra T-131 – licencyjna wersja produkowana w czasie II wojny światowej w Czechosłowacji na podstawie wersji Bü 131B
- Ki -86A (Type 4) – licencyjna wersja produkowana w zakładach Kokusai Koku w Japonii dla lotnictwa armii na podstawie wersji Bü 131A
- K9W1 (Type 2) – licencyjna wersja produkowana w zakładach Watanabe (później Kyushu) w Japonii dla lotnictwa marynarki wojennej na podstawie wersji  Bü 131A
- Aero C.4 – wersja produkowana w zakładach Aero w Czechosłowacji w latach pięćdziesiątych XX wieku

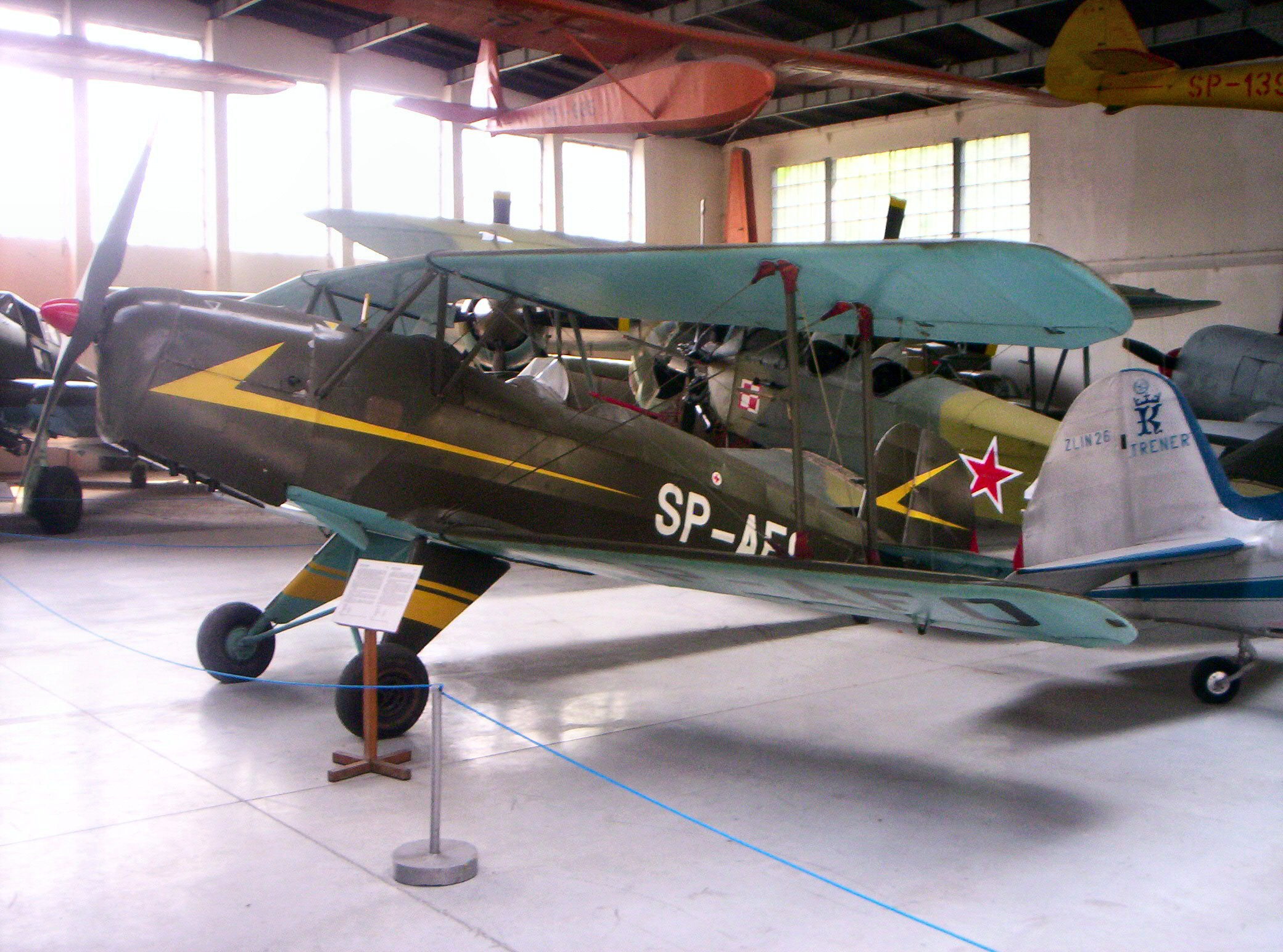
Bücker Bü 131B Jungmann w Muzeum Lotnictwa Polskiego w Krakowie

## Użycie
Samolot Bücker Bü 131 Jungmann w momencie rozpoczęcia produkcji seryjnej zaczęto wprowadzać do szkół lotniczych zarówno cywilnych jak i wojskowych w Niemczech, a następnie w innych krajach, które je zakupiły także z licencją na ich produkcję. W krótkim czasie ze względu na swoje dobre właściwości pilotażowe stały się podstawowym samolotem szkolnym w szkoleniu podstawowym pilotów i były wykorzystywane w tym celu przez cały okres II wojny światowej. 
Po zakończeniu II wojny światowej nadal używano ich do szkolenia pilotów do końca lat sześćdziesiątych XX wieku. 

## Opis konstrukcji
Samolot Bücker Bü 131 Jungmann to dwumiejscowy, dwupłat o konstrukcji mieszanej. Kadłub wykonany z rur stalowych, kryty płótnem. Z przodu kadłuba znajdowało się łoże silnika, a w dalszej części dwie odkryte kabiny. Na końcu kadłuba usterzenie klasyczne, kryte płótnem. Płaty o konstrukcji drewnianej, kryte płótnem, górny płat podparty zastrzałami. Podwozie klasyczne, dwukołowe stałe, z kółkiem ogonowym. Podwozie wyposażone w amortyzatory sprężynowo-olejowe. Napęd stanowił jeden silnik rzędowy umieszczony w przedniej części kadłuba, ze śmigłem dwułopatowym drewnianym o stałym skoku.